# ماريا رويز
ماريا رويز (بالإسبانية: María Ruiz)‏ (13 يونيو 1983 بمدريد في إسبانيا - ) هي لاعبة كرة قدم إسبانية في مركز الهجوم. لعبت مع وسترن نيويورك فلاش ونادى استوديانتس دى ويلفا للسيدات لكرة القدم وFC Zorky Krasnogorsk (women) ‏ وF.C. Indiana ‏ وRCD Espanyol (women) ‏ وZvezda-2005 Perm ‏ وSporting de Huelva ‏.

## وصلات خارجية
- ماريا رويز على موقع قاعدة بيانات كرة القدم.إي يو (الإنجليزية)
- ماريا رويز على موقع Soccerway.com (الإنجليزية)